# 2001-es női labdarúgó-Európa-bajnokság
A 2001-es női labdarúgó-Európa-bajnokságot június 23-a és július 7-e között rendezték Németországban. Az Eb-t a címvédő és házigazda német válogatott nyerte, története során ötödik alkalommal. Ez volt a nyolcadik női labdarúgó-Eb.

## Eredmények
A nyolc csapatot két darab négyes csoportoba sorsolták, a csoportok végeredménye körmérkőzések utána dőlt el. Az első két helyezett jutott az elődöntőbe, az elődöntő győztesei játszották a döntőt. Bronzmérkőzést nem rendeztek.

### Csoportkör
| Jelmagyarázat                                                                   |
| ------------------------------------------------------------------------------- |
| A csoportok első és második helyezettje bejutott az egyenes kieséses szakaszba. |
| A csoportok harmadik és negyedik helyezettjei kiestek.                          |

#### A csoport
| Csapat      | M | Gy | D | V | G+ | G– | Gk  | P |
| ----------- | - | -- | - | - | -- | -- | --- | - |
| Németország | 3 | 3  | 0 | 0 | 11 | 1  | +10 | 9 |
| Svédország  | 3 | 2  | 0 | 1 | 6  | 3  | +3  | 6 |
| Oroszország | 3 | 0  | 1 | 2 | 1  | 7  | −6  | 1 |
| Anglia      | 3 | 0  | 1 | 2 | 1  | 8  | −7  | 1 |

| 2001. június 23. |

| Németország                | 3–1   | Svédország    |
| -------------------------- | ----- | ------------- |
| Müller 42' 65' Meinert 78' | (1–1) | Ljungberg 14' |

| Steigerwaldstadion, Erfurt Nézőszám: 10 252 Játékvezető: Katriina Elovirta (finn) |

| 2001. június 24. |

| Oroszország      | 1–1   | Anglia    |
| ---------------- | ----- | --------- |
| Svetlitskaya 62' | (0–1) | Banks 45' |

| Ernst-Abbe-Sportfeld, Jéna Nézőszám: 1253 Játékvezető: Ruiz Tacoronte (spanyol) |

| 2001. június 27. |

| Németország                                       | 5–0   | Oroszország |
| ------------------------------------------------- | ----- | ----------- |
| Wiegmann 43' Prinz 50' Meinert 69' Smisek 73' 90' | (1–0) |             |

| Steigerwaldstadion, Erfurt Nézőszám: 6249 Játékvezető: Bente Skogvang (norvég) |

| 2001. június 27. |

| Svédország                                            | 4–0   | Anglia |
| ----------------------------------------------------- | ----- | ------ |
| Törnqvist 2' Bengtsson 26' Ljungberg 75' Eriksson 80' | (2–0) |        |

| Ernst-Abbe-Sportfeld, Jena Nézőszám: 1000 Játékvezető: Claudine Brohet (belga) |

| 2001. június 30. |

| Anglia | 0–3   | Németország                           |
| ------ | ----- | ------------------------------------- |
|        | (0–0) | Wimbersky 57' Wiegmann 65' Lingor 68' |

| Ernst-Abbe-Sportfeld, Jena Nézőszám: 11 312 Játékvezető: Bente Skogvang (norvég) |

| 2001. június 30. |

| Svédország     | 1–0   | Oroszország |
| -------------- | ----- | ----------- |
| Fagerström 76' | (0–0) |             |

| Steigerwaldstadion, Erfurt Nézőszám: 820 Játékvezető: Ruiz Tacoronte (spanyol) |

#### B csoport
| Csapat        | M | Gy | D | V | G+ | G– | Gk | P |
| ------------- | - | -- | - | - | -- | -- | -- | - |
| Dánia         | 3 | 2  | 0 | 1 | 6  | 5  | +1 | 6 |
| Norvégia      | 3 | 1  | 1 | 1 | 4  | 2  | +2 | 4 |
| Olaszország   | 3 | 1  | 1 | 1 | 3  | 4  | −1 | 4 |
| Franciaország | 3 | 1  | 0 | 2 | 5  | 7  | −2 | 3 |

| 2001. június 25. |

| Olaszország    | 2–1   | Dánia    |
| -------------- | ----- | -------- |
| Panico 12' 72' | (1–0) | Bukh 75' |

| Waldstadion, Aalen Nézőszám: 3193 Játékvezető: Nicole Petignat (svájci) |

| 2001. június 25. |

| Norvégia                                    | 3–0   | Franciaország |
| ------------------------------------------- | ----- | ------------- |
| Knudsen 14' Sykora 18' (öngól) Mellgren 40' | (3–0) |               |

| Donaustadion, Ulm Nézőszám: 3100 Játékvezető: Wendy Toms (angol) |

| 2001. június 28. |

| Franciaország                   | 3–4   | Dánia                                            |
| ------------------------------- | ----- | ------------------------------------------------ |
| Pichon 21' Beghé 27' Blouet 83' | (2–2) | Krogh 15' (11-esből) 90' Bonde 19' Andersson 71' |

| Stadion an der Kreuzeiche, Reutlingen Nézőszám: 5400 Játékvezető: Eva Ödlund (svéd) |

| 2001. június 28. |

| Norvégia     | 1–1   | Olaszország |
| ------------ | ----- | ----------- |
| Mellgren 16' | (1–1) | Guarino 14' |

| Stadion an der Kreuzeiche, Reutlingen Nézőszám: 6500 Játékvezető: Elke Fielenbach (német) |

| 2001. július 1. |

| Dánia        | 1–0   | Norvégia |
| ------------ | ----- | -------- |
| Pedersen 85' | (0–0) |          |

| Waldstadion, Aalen Nézőszám: 3000 Játékvezető: Claudine Brohet (belga) |

| 2001. július 1. |

| Franciaország                      | 2–0   | Olaszország |
| ---------------------------------- | ----- | ----------- |
| Pichon 37' Jézéquel 74' (11-esből) | (1–0) |             |

| Donaustadion, Ulm Nézőszám: 3100 Játékvezető: Elke Fielenbach (német) |

### Egyenes kieséses szakasz

#### Elődöntők
| 2001. július 4. |

| Dánia | 0–1   | Svédország  |
| ----- | ----- | ----------- |
|       | (0–1) | Nordlund 9' |

| Donaustadion, Ulm Nézőszám: 6000 Játékvezető: Katriina Elovirta (finn) |

| 2001. július 4. |

| Németország | 1–0   | Norvégia |
| ----------- | ----- | -------- |
| Smisek 57'  | (0–0) |          |

| Donaustadion, Ulm Nézőszám: 13 524 Játékvezető: Wendy Toms (angol) |

#### Döntő
| 2001. július 7. |

| Németország | 1–0 (h. u.) | Svédország |
| ----------- | ----------- | ---------- |
| Müller 98'  | (0–0, 0–0)  |            |

| Donaustadion, Ulm Nézőszám: 18 000 Játékvezető: Nicole Petignat (svájci) |

| A 2001-es női labdarúgó-Európa-bajnokság győztese |
| ------------------------------------------------- |
| NÉMETORSZÁG 5. cím                                |

### Gólszerzők
3 gólos
-  Claudia Müller
-  Sandra Smisek

2 gólos
-  Gitte Krogh
-  Marinette Pichon
-  Maren Meinert
-  Bettina Wiegmann
-  Patrizia Panico
-  Dagny Mellgren
-  Hanna Ljungberg

1 gólos
-  Julie Hauge Andersson
-  Christina Bonde
-  Julie Rydahl Bukh
-  Merete Pedersen
-  Angela Banks
-  Stephanie Mugneret-Beghé
-  Gaelle Blouet
-  Françoise Jézéquel
-  Renate Lingor
-  Birgit Prinz
-  Petra Wimbersky
-  Rita Guarino
-  Monica Knudsen
-  Aleksandra Svetlitskaya
-  Kristin Bengtsson
-  Sofia Eriksson
-  Linda Fagerström
-  Tina Nordlund
-  Jane Törnqvist

1 öngólos
-  Emmanuelle Sykora (Norvégia ellen)